# Clasamentul antrenorilor din SuperLiga României

## Tabelul cronologic al antrenorilor campioni
| Ediție                                                                                           | Antrenor             | Titluri | Sezonul | Clubul                        | Note |
| ------------------------------------------------------------------------------------------------ | -------------------- | ------- | ------- | ----------------------------- | --- |
| 1                                                                                                | Mario Gebauer        | 1       | 1909-10 | Olympia București             | Primul antrenor care a câștigat titlul de campion al României. |
| 2                                                                                                | Mario Gebauer        | 2       | 1910-11 | Olympia București             | Primul antrenor care a câștigat de două ori titlul de campion al României. |
| 3                                                                                                | Jacob Koppes         | 1       | 1911-12 | United Ploiești               | Primul antrenor străin și care conduce primul club de fotbal din afara Bucureștiului care a devenit campion al României.                                                                                   |
| 4                                                                                                | Jack Catterall       | 1       | 1912-13 | Colentina București           | |
| 5                                                                                                | Jack Catterall       | 2       | 1913-14 | Colentina București           | |
| 6                                                                                                | Jack Catterall       | 3       | 1914-15 | Româno-Americana FC București | |
| 7                                                                                                | Jacob Koppes         | 2       | 1915-16 | Prahova Ploiești              | |
| 1916–19 S-au organizat 3 competiții dar cu caracter neoficial din cauza Primului Război Mondial. |                      |         |         |                               | |
| 8                                                                                                | Mitty Niculescu      | 1       | 1919-20 | Venus București               | |
| 9                                                                                                | Costel Rădulescu     | 1       | 1920-21 | Tricolor București            | A avut și carieră de arbitru. |
| 10                                                                                               | ?                    | 1       | 1921-22 | Chinezul Timișoara            | |
| 11                                                                                               | ?                    | 1       | 1922-23 | Chinezul Timișoara            | |
| 12                                                                                               | ?                    | 1       | 1923-24 | Chinezul Timișoara            | |
| 13                                                                                               | ?                    | 1       | 1924-25 | Chinezul Timișoara            | |
| 14                                                                                               | ?                    | 1       | 1925-26 | Chinezul Timișoara            | |
| 15                                                                                               | Eugen Konrad         | 1       | 1926-27 | Chinezul Timișoara            | Frontz Dömé a contribuit în prima parte a sezonului. |
| 16                                                                                               | Vintilă Cristescu    | 1       | 1927-28 | Colțea Brașov                 | |
| 17                                                                                               | ?                    | 1       | 1928-29 | Venus București               | |
| 18                                                                                               | ?                    | 1       | 1929-30 | Juventus București            | |
| 19                                                                                               | ?                    | 1       | 1930-31 | UDR Reșița                    | |
| 20                                                                                               | ?                    | 1       | 1931-32 | Venus București               | |
| 21                                                                                               | Eugen Konrad         | 2       | 1932-33 | Ripensia Timișoara            | |
| 22                                                                                               | ?                    | 1       | 1933-34 | Venus București               | |
| 23                                                                                               | Rudolf Wetzer        | 1       | 1934-35 | Ripensia Timișoara            | |
| 24                                                                                               | Eugen Konrad         | 3       | 1935-36 | Ripensia Timișoara            | |
| 25                                                                                               | Franz Platko         | 1       | 1936-37 | Venus București               | |
| 26                                                                                               | Josef Pojar          | 1       | 1937-38 | Ripensia Timișoara            | |
| 27                                                                                               | Béla Jánossy         | 1       | 1938-39 | Venus București               | |
| 28                                                                                               | Béla Jánossy         | 2       | 1939-40 | Venus București               | |
| 29                                                                                               | Ștefan Cârjan        | 1       | 1940-41 | Unirea Tricolor București     | |
| *                                                                                                | ?                    | 1       | 1941-42 | Rapid București               | FRF a suspendat campionatul în curs și l-a înlocuit cu un „campionat de război”, competiție dotată cu Cupa Basarabia. Divizia A (azi SuperLiga României) 1941-1942 este considerat neoficial de către FRF. |
| *                                                                                                | ?                    | 1       | 1942-43 | FC Craiova                    | Campionatul de război 1942-1943 a fost câștigat de FC Craiova, dar ulterior a fost declarat neoficial de FRF.                                                                                              |
| *                                                                                                | ?                    | 1       | 1943-44 | Rapid București               | Divizia A 1943-1944 a fost suspendat la sfârșitul celei de-a 13-a etape, Rapid conducea după tur cu 20 puncte.                                                                                             |
| *                                                                                                | ?                    | 1       | 1944-45 | Rapid București               | Campionatul de război 1944-1945, dotat cu trofeul „Ardealul întregit“ a fost câștigat de Rapid. |
| *                                                                                                | -                    | 1       | 1945-46 | -                             | Din cauza celui de-al Doilea Război Mondial, nu se joacă meciuri din prima divizie. Doar meciuri la nivel regional.                                                                                        |
| 30                                                                                               | Zoltán Opata         | 1       | 1946-47 | ITA Arad                      | A mai câștigat liga din Iugoslavia (1938) și Polonia (1957). |
| 31                                                                                               | Petre Steinbach      | 2       | 1947-48 | ITA Arad                      | În sezonul 1947-1948, ITA înscrisese 129 de goluri, golgheterul sezonului, Ladislau Bonyhádi, a marcat 49 de goluri.                                                                                       |
| 32                                                                                               | Nicolae Kovács       | 1       | 1948-49 | IC Oradea                     | Singurul club din Europa care devine campioană națională în două țări diferite. |
| 33                                                                                               | Francisc Dvorzsák    | 1       | 1950    | Flamura Roșie Arad            | |
| 34                                                                                               | Gheorghe Popescu I   | 1       | 1951    | CCA București                 | |
| 35                                                                                               | Gheorghe Popescu I   | 2       | 1952    | CCA București                 | |
| 36                                                                                               | Gheorghe Popescu I   | 3       | 1953    | CCA București                 | |
| 37                                                                                               | Coloman Braun-Bogdan | 1       | 1954    | Flamura Roșie Arad            | |
| 38                                                                                               | Angelo Niculescu     | 1       | 1955    | Dinamo București              | |
| 39                                                                                               | Ștefan Dobay         | 1       | 1956    | CCA București                 | |
| 40                                                                                               | Ilie Oană            | 1       | 1957-58 | Petrolul Ploiești             | |
| 41                                                                                               | Ilie Oană            | 2       | 1958-59 | Petrolul Ploiești             | |
| 42                                                                                               | Gheorghe Popescu I   | 4       | 1959-60 | CCA București                 | |
| 43                                                                                               | Ștefan Onisie        | 1       | 1960-61 | CCA București                 | |
| 44                                                                                               | Nicolae Dumitru      | 1       | 1961-62 | Dinamo București              | |
| 45                                                                                               | Traian Ionescu       | 1       | 1962-63 | Dinamo București              | |
| 46                                                                                               | Traian Ionescu       | 2       | 1963-64 | Dinamo București              | |
| 47                                                                                               | Angelo Niculescu     | 2       | 1964-65 | Dinamo București              | |
| 48                                                                                               | Constantin Cernăianu | 1       | 1965-66 | Petrolul Ploiești             | |
| 49                                                                                               | Valentin Stănescu    | 1       | 1966-67 | Rapid București               | |
| 50                                                                                               | Ștefan Kovács        | 1       | 1967-68 | Steaua București              | |
| 51                                                                                               | Nicolae Dumitrescu   | 1       | 1968-69 | UTA Arad                      | |
| 52                                                                                               | Nicolae Dumitrescu   | 2       | 1969-70 | UTA Arad                      | |
| 53                                                                                               | Traian Ionescu       | 3       | 1970-71 | Dinamo București              | |
| 54                                                                                               | Florin Halagian      | 1       | 1971-72 | Argeș Pitești                 | |
| 55                                                                                               | Ion Nunweiller       | 1       | 1972-73 | Dinamo București              | |
| 56                                                                                               | Constantin Cernăianu | 2       | 1973-74 | Universitatea Craiova         | |
| 57                                                                                               | Nicolae Dumitru      | 2       | 1974-75 | Dinamo București              | |
| 58                                                                                               | Emerich Jenei        | 1       | 1975-76 | Steaua București              | |
| 59                                                                                               | Ion Nunweiller       | 2       | 1976-77 | Dinamo București              | |
| 60                                                                                               | Emerich Jenei        | 2       | 1977-78 | Steaua București              | |
| 61                                                                                               | Florin Halagian      | 2       | 1978-79 | Argeș Pitești                 | |
| 62                                                                                               | Valentin Stănescu    | 2       | 1979-80 | Universitatea Craiova         | |
| 63                                                                                               | Ion Oblemenco        | 1       | 1980-81 | Universitatea Craiova         | |
| 64                                                                                               | Valentin Stănescu    | 3       | 1981-82 | Dinamo București              | |
| 65                                                                                               | Nicolae Dumitru      | 3       | 1982-83 | Dinamo București              | |
| 66                                                                                               | Nicolae Dumitru      | 4       | 1983-84 | Dinamo București              | |
| 67                                                                                               | Emerich Jenei        | 3       | 1984-85 | Steaua București              | |
| 68                                                                                               | Emerich Jenei        | 4       | 1985-86 | Steaua București              | |
| 69                                                                                               | Anghel Iordănescu    | 1       | 1986-87 | Steaua București              | |
| 70                                                                                               | Anghel Iordănescu    | 2       | 1987-88 | Steaua București              | |
| 71                                                                                               | Anghel Iordănescu    | 3       | 1988-89 | Steaua București              | |
| 72                                                                                               | Mircea Lucescu       | 1       | 1989-90 | Dinamo București              | |
| 73                                                                                               | Sorin Cârțu          | 1       | 1990-91 | Universitatea Craiova         | |
| 74                                                                                               | Florin Halagian      | 3       | 1991-92 | Dinamo București              | |
| 75                                                                                               | Anghel Iordănescu    | 4       | 1992-93 | Steaua București              | |
| 76                                                                                               | Emerich Jenei        | 5       | 1993-94 | Steaua București              | |
| 77                                                                                               | Dumitru Dumitriu     | 1       | 1994-95 | Steaua București              | |
| 78                                                                                               | Dumitru Dumitriu     | 2       | 1995-96 | Steaua București              | |
| 79                                                                                               | Dumitru Dumitriu     | 3       | 1996-97 | Steaua București              | |
| 80                                                                                               | Mihai Stoichiță      | 1       | 1997-98 | Steaua București              | |
| 81                                                                                               | Mircea Lucescu       | 2       | 1998-99 | Rapid București               | |
| 82                                                                                               | Cornel Dinu          | 1       | 1999-00 | Dinamo București              | |
| 83                                                                                               | Victor Pițurcă       | 1       | 2000-01 | Steaua București              | |
| 84                                                                                               | Cornel Dinu          | 2       | 2001-02 | Dinamo București              | |
| 85                                                                                               | Mircea Rednic        | 1       | 2002-03 | Rapid București               | |
| 86                                                                                               | Ioan Andone          | 1       | 2003-04 | Dinamo București              | |
| 87                                                                                               | Dumitru Dumitriu     | 4       | 2004-05 | Steaua București              | |
| 88                                                                                               | Cosmin Olăroiu       | 1       | 2005-06 | Steaua București              | |
| 89                                                                                               | Mircea Rednic        | 2       | 2006-07 | Dinamo București              | |
| 90                                                                                               | Ioan Andone          | 2       | 2007-08 | CFR Cluj                      | |
| 91                                                                                               | Dan Petrescu         | 1       | 2008-09 | FC Unirea Urziceni            | |
| 92                                                                                               | Andrea Mandorlini    | 1       | 2009-10 | CFR Cluj                      | |
| 93                                                                                               | Dorinel Munteanu     | 1       | 2010-11 | Oțelul Galați                 | |
| 94                                                                                               | Ioan Andone          | 3       | 2011-12 | CFR Cluj                      | |
| 95                                                                                               | Laurențiu Reghecampf | 1       | 2012-13 | Steaua București              | |
| 96                                                                                               | Laurențiu Reghecampf | 2       | 2013-14 | Steaua București              | |
| 97                                                                                               | Constantin Gâlcă     | 1       | 2014-15 | Steaua București              | |
| 98                                                                                               | Marius Șumudică      | 1       | 2015-16 | Astra Giurgiu                 | |
| 99                                                                                               | Gheorghe Hagi        | 1       | 2016-17 | Viitorul Constanța            | |
| 100                                                                                              | Dan Petrescu         | 2       | 2017-18 | CFR Cluj                      | |
| 101                                                                                              | Dan Petrescu         | 3       | 2018-19 | CFR Cluj                      | |
| 102                                                                                              | Dan Petrescu         | 4       | 2019-20 | CFR Cluj                      | |
| 103                                                                                              | Edward Iordănescu    | 1       | 2020-21 | CFR Cluj                      | |
| 104                                                                                              | Dan Petrescu         | 5       | 2021-22 | CFR Cluj                      | |
| 105                                                                                              | Gheorghe Hagi        | 2       | 2022-23 | Farul Constanța               | |
| 106                                                                                              | Ilias Charalampous   | 1       | 2023-24 | FCSB                          | |
| 107                                                                                              | Ilias Charalampous   | 2       | 2024-25 | FCSB                          | |

## Clasamentul antrenorilor din SuperLiga României
Tabelul de mai jos cuprinde clasamentul antrenorilor din SuperLiga României, ordonat după numărul de titluri de campion al României. Cifrele sunt valabile la 17 iunie 2023. Antrenorul care stă pe bancă în ultima etapă a sezonului e considerat câștigătorul de drept al titlului de campion.
| Imagine | Antrenor             | Titluri | Anii                                        | Cluburi                                                         | Note |
| ------- | -------------------- | ------- | ------------------------------------------- | --------------------------------------------------------------- | --- |
|         | Dan Petrescu         | 5       | 2008–09, 2017–18, 2018–19, 2019–20, 2021–22 | Unirea Urziceni(1), CFR Cluj(4)                                 | A câștigat 3 titluri consecutiv ca și Dumitru Dumitriu și Anghel Iordănescu. |
|         | Emerich Jenei        | 5       | 1975-76, 1977-78, 1984-85, 1985-86, 1993-94 | Steaua București(5)                                             | În anul 1986 a mai câștigat Cupa Campionilor Europeni ca antrenor al echipei CSA Steaua București. |
|         | Dumitru Dumitriu     | 4       | 1994-95, 1995-96, 1996-97, 2004-05          | Steaua București(3), FCSB(1)                                    | A câștigat 3 titluri consecutiv ca Gheorghe Popescu I și Anghel Iordănescu, Liga I 1998–99 (coautor - 4 etape). |
|         | Anghel Iordănescu    | 4       | 1986-87, 1987-88, 1988-89, 1992-93          | Steaua București(4)                                             | Al doilea antrenor după Gheorghe Popescu I care a câștigat 3 titluri consecutiv. |
|         | Nicolae Dumitru      | 4       | 1961-1962, 1974-75, 1982-83, 1983-84        | Dinamo București(4)                                             | A mai câștigat 5 titluri de campion al României din postura de secund. |
|         | Gheorghe Popescu I   | 4       | 1951, 1952, 1953, 1959-1960                 | Steaua București(4)                                             | A fost singurul antrenor care a câștigat 2 eventuri consecutive în sezoanele 1951 și 1952. |
|         | Ioan Andone          | 3       | 2003-04, 2007-08, 2011–12                   | Dinamo București(1), CFR Cluj(2)                                | Singurul antrenor din SuperLiga României care a câștigat eventul cu două echipe diferite. |
|         | Florin Halagian      | 3       | 1971-72, 1978-79 și 1991-92                 | FC Argeș Pitești(2), Dinamo București(1)                        | Este antrenorul care are cele mai multe meciuri în SuperLiga României cu 878 de jocuri. A mai contribuit la titlul din sezonul 1984-85. |
|         | Valentin Stănescu    | 3       | 1966-1967, 1979-80 și 1981-82               | CFR București(1), Universitatea Craiova(1), Dinamo București(1) | Singurul antrenor din SuperLiga României care a câștigat titlul cu trei echipe diferite. |
|         | Traian Ionescu       | 3       | 1962-1963, 1963-1964 și 1970-1971           | Dinamo București (3)                                            | A fost coautor, ca antrenor secund, la titlurile din sezoanele 1961-1962 și 1964-1965. |
|         | Eugen Konrad         | 3       | 1926-27, 1932-33, 1935-36                   | Chinezul Timișoara(1), Ripensia Timișoara(2)                    | Antrenorul care a reușit să câștige eventul (cupa și campionatul) în două țări diferite (Austria și România) |
|         | Jack Catterall       | 3       | 1912-13, 1913-14, 1914-15                   | Colentina București(2), Româno-Americana FC București(1)        | Primul antrenor străin care a câștigat titlul în România cu două echipe diferite. |
|         | Ilias Charalampous   | 2       | 2023-24, 2024-25                            | FCSB(2)                                                         | |
|         | Gheorghe Hagi        | 2       | 2016-17, 2022-23                            | Farul Constanța(2)                                              | A adus primele titluri pentru Dobrogea. |
|         | Laurențiu Reghecampf | 2       | 2012-13, 2013-14                            | Steaua București(2)                                             | |
|         | Mircea Rednic        | 2       | 2002-03 și 2006-07                          | Dinamo București(1), Rapid București(1)                         | Al doilea tehnician cu titluri obținute cu echipe diferite (doar al doilea după Revoluție, alături de Mircea Lucescu). |
|         | Cornel Dinu          | 2       | 1999-00 și 2001-02                          | Dinamo București(2)                                             | Etapele 1-23 au fost conduse de Ion Marin, în sezonul 2000-2001. |
|         | Mircea Lucescu       | 2       | 1989-90 și 1998–99                          | Dinamo București(1), Rapid București(1)                         | E cel mai titrat antrenor român mai având 9 titluri in Ucraina și 2 în Turcia. În sezonul 1998-99 la Rapid a avut Mircea Lucescu (24 etape), Nicolae Manea (5 etape), Dumitru Dumitriu (4 etape) and Mircea Rednic (1 etapă).                    |
|         | Ion Nunweiller       | 2       | 1972-1973 și 1976-1977                      | Dinamo București(2)                                             | În sezonul 1974–75 a contribuit la câștigarea titlului de către Dinamo alături de Nicolae Dumitru. |
|         | Constantin Cernăianu | 2       | 1965–66 și 1973-74                          | Petrolul Ploiești(1), Universitatea Craiova(1)                  | Primul tehnician cu două trofee obținute cu echipe diferite din afara Bucureștiului. |
| Stânga  | Nicolae Dumitrescu   | 2       | 1968-1969 și 1969-1970                      | UTA Arad(2)                                                     | Ioan Reinhardt apare ca antrenor asistent în ambele sezoane. În anul 1970 în Cupa Campionilor Europeni a reușit performanța de a elimina deținătoarea trofeului la acea dată, Feyenoord Rotterdam.                                               |
|         | Angelo Niculescu     | 2       | 1955, 1964–65                               | Dinamo București(2)                                             | Antrenorul care a inventat 'temporizarea' |
|         | Ilie Oană            | 2       | 1957-58, 1958-59                            | Petrolul Ploiești(2)                                            | Oană are în total 572 de meciuri ca antrenor în SuperLiga României, ceea ce îl face al doilea antrenor cu cele mai multe meciuri din ligă. După Silviu Ploeșteanu(17 ani la FC Brașov), Ilie Oană e antrenorul cel mai longeviv la același club. |
|         | Béla Jánossy         | 2       | 1939, 1940                                  | Venus București(2)                                              | |
|         | Jacob Koppes         | 2       | 1911-12, 1915-16                            | Prahova Ploiești(2)                                             | Alături de Mastejan, Koppes e considerat un manager al clubului. |
|         | Mario Gebauer        | 2       | 1909-10, 1910-11                            | Olympia București(2)                                            | |
|         | Edward Iordănescu    | 1       | 2020–21                                     | CFR Cluj(1)                                                     | Dan Petrescu a contribuit la câștigarea titlului antrenând în prima parte a sezonului. |
|         | Marius Șumudică      | 1       | 2015-16                                     | Astra Giurgiu(1)                                                | |
|         | Constantin Gâlcă     | 1       | 2014-15                                     | Steaua București                                                | |
|         | Dorinel Munteanu     | 1       | 2010-11                                     | Oțelul Galați(1)                                                | A adus primul titlu în zona Moldovei. |
|         | Andrea Mandorlini    | 1       | 2009–10                                     | CFR Cluj(1)                                                     | Singurul antrenor străin din România care a reușit tripla, campionatul, cupa României și supercupa. |
|         | Cosmin Olăroiu       | 1       | 2005-06                                     | Steaua București(1)                                             | Singurul antrenor din SuperLiga României care deține titluri în 4 țări diferite, (pe lângă România), 1 în Arabia Saudită, 4 în Emiratele Arabe Unite și 1 în China.                                                                              |
|         | Victor Pițurcă       | 1       | 2000-01                                     | Steaua București(1)                                             | |
|         | Mihai Stoichiță      | 1       | 1997-1998                                   | Steaua București(1)                                             | |
|         | Sorin Cârțu          | 1       | 1990-91                                     | Universitatea Craiova(1)                                        | A reușit al doilea event cu Universitatea Craiova, după Ion Oblemenco. |
|         | Ion Oblemenco        | 1       | 1980-81                                     | Universitatea Craiova(1)                                        | A reușit primul event cu Universitatea Craiova. |
|         | Ștefan Kovács        | 1       | 1967–68                                     | Steaua București(1)                                             | A mai câștigat de 2 ori campionatul Olandei, de 2 ori Cupa Campionilor Europeni, Supercupa Europei si Cupa Intercontinentală, reusind tripla intercontinentală.                                                                                  |
|         | Ștefan Onisie        | 1       | 1960-61                                     | CCA/Steaua București(1)                                         | A mai câștigat de 2 ori campionatul României din postura de secund (1959–60, 1967–68). |
|         | Ștefan Dobay         | 1       | 1956                                        | CCA/Steaua București(1)                                         | |
|         | Coloman Braun-Bogdan | 1       | 1954                                        | UTA Arad(1)                                                     | |
|         | Francisc Dvorzsák    | 1       | 1950                                        | Flamura Roșie Arad(1)                                           | |
|         | Nicolae Kovács       | 1       | 1948-49                                     | IC Oradea                                                       | |
|         | Petre Steinbach      | 1       | 1947-48                                     | ITA Arad(1)                                                     | |
|         | Zoltán Opata         | 1       | 1946-47                                     | ITA Arad                                                        | |
|         | Ștefan Cârjan        | 1       | 1940-41                                     | Unirea Tricolor București                                       | |
|         | Josef Pojar          | 1       | 1937-38                                     | Ripensia Timișoara(1)                                           | |
|         | Franz Platko         | 1       | 1936-37                                     | Venus București(1)                                              | |
|         | Rudolf Wetzer        | 1       | 1934-35                                     | Ripensia Timișoara                                              | |
|         | Vintilă Cristescu    | 1       | 1927-28                                     | Colțea Brașov                                                   | |
|         | Mitty Niculescu      | 1       | 1919-20                                     | Venus București(1)                                              | |

## Antrenori cu cele mai multe apariții în SuperLiga României
| Antrenor | Antrenor          | Perioada | Meciuri | Victorii | Egaluri | Înfrângeri | Procentaj victorie |
| -------- | ----------------- | -------- | ------- | -------- | ------- | ---------- | ------------------ |
| 1        | Florin Halagian   | 1972–11  | 878     | 432      | 176     | 270        | 59%                |
| 2        | Ilie Oană         | 1952–79  | 572     | 232      | 124     | 216        | 51%                |
| 3        | Nicolae Dumitru   | 1962–93  | 558     | 250      | 120     | 188        | 55%                |
| 4        | Ion V. Ionescu    | 1967–94  | 496     | 194      | 89      | 213        | 48%                |
| 5        | Viorel Hizo       | 1990–13  | 488     | 221      | 85      | 182        | 53%                |
| 6        | Ioan Andone       | 1994–17  | 456     | 207      | 80      | 169        | 54%                |
| 7        | Florin Marin      | 1993–17  | 456     | 166      | 103     | 187        | 47%                |
| 8        | Valentin Stănescu | 1962–84  | 455     | 206      | 101     | 148        | 56%                |
| 9        | Sorin Cârțu       | 1989–13  | 454     | 175      | 114     | 165        | 51%                |
| 10       | Angelo Niculescu  | 1953–82  | 445     | 196      | 101     | 148        | 55%                |

## Antrenorul anului în România (Gazeta Sporturilor)
| Antrenorul           | Titluri | Anii (* titlul a fost împărțit) |
| -------------------- | ------- | ------------------------------- |
| Mircea Lucescu       | 5       | 2004, 2010, 2012, 2014, 2021    |
| Dan Petrescu         | 5       | 2008, 2009, 2011, 2019, 2022    |
| Gheorghe Hagi        | 2       | 2015, 2017                      |
| Răzvan Lucescu       | 2 (1/1) | 2018, 2020*                     |
| Cosmin Olăroiu       | 2 (1/1) | 2006, 2020*                     |
| Oleh Protasov        | 1       | 2005                            |
| Victor Pițurcă       | 1       | 2007                            |
| Laurențiu Reghecampf | 1       | 2013                            |
| Marius Șumudică      | 1       | 2016                            |
| Eduard Iordănescu    | 1       | 2023                            |